# Heliconius sulphureus
Heliconius sulphureus är en fjärilsart som beskrevs av Gustav Weymer 1893. Heliconius sulphureus ingår i släktet Heliconius och familjen praktfjärilar. Inga underarter finns listade i Catalogue of Life.